# Afa Anoa'i Jr.
Afa Anoa'i Jr. (Allentown (Pennsylvania), 6 oktober 1984) is een Amerikaans professioneel worstelaar van Samoaans afkomst die vooral bekend is van zijn tijd bij World Wrestling Entertainment als Manu, van 2006 tot 2009.
Anoa'i Jr. is de zoon van Afa Anoa'i en de broer van Samula Anoa'i en Lloyd Anoa'i. Hij is ook de neef van Eddie Fatu en Solofa Fatu.

## In het worstelen
- Finishers
  - Frog splash
  - Lights Out (WWE)
  - People's
  - Samoan Storm (FCW)
  - Storminator

- Signature moves
  - Belly to belly suplex
  - Headbutt drop
  - Manusault
  - Samoan drop
  - Samoan Thunder

- Bijnaam
  - "The Samoan Storm"

- Opkomstnummers
  - "Priceless" van Jim Johnston

## Prestaties
- Belgian Wrestling School
  - BWS Heavyweight Championship (1 keer)

- Defiant Pro Wrestling
  - DPW Heavyweight Championship (1 keer)

- Florida Championship Wrestling
  - FCW Southern Heavyweight Championship (1 keer)

- Independent Superstars of Professional Wrestling
  - ISPW Light Heavyweight Championship (1 keer)

- Jersey Championship Wrestling
  - JCW Television Championship (1 keer)

- World Wrestling Council
  - WWC World Tag Team Champion (1 keer: met L.A. Smooth)

- World Xtreme Wrestling
  - WXW Cruiserweight Championship (2 keer)
  - WXW Hardcore Championship (3 keer)
  - WXW Heavyweight Championship (1 keer)
  - WXW Tag Team Championship (1 keer met Lucifer Grim)
  - WXW Television Championship (1 keer)